# Salim Yezza
Salim Yezza (en tifinag ⵙⴰⵍⵉⵎ ⵢⵥⴰ, en árabe سليم يزة), es un militante de los derechos del hombre y de la causa bereber, argelino de origen chaoui, nacido en T'Kout en el  valiato de Batna en Argelia el 28 de enero de 1974

## Biografía

### Niñez, juventud y origen
La familia de Yezza era defensora de la libertad y de la causa identitaria. Su abuelo materno fue ejecutado por el ejército francés en 1959 en el lugar llamado El Ouajeth muy cerca de la SAS de Timsounine, por haber tomado las armas contra el sistema de esa época.
Salim Yezza nacido el 28 de enero de 1974 en T'Kout en el valiato de Batna en el Aurés en Argelia, en una familia chaoui de los Aït Bouslimane. Escolarizado en su pueblo natal, después frecuentó el liceo de Arris, a 35 kilómetros de su pueblo. Cada día, iba y volvía hasta que cambió de liceo para el de Ouargla que está todavía más lejos, al sur del país. En Ouargla, elige la modalidad de pastelería-panadería, de donde sale diplomado en junio de 1993.
Su madre le enseñó que el amazig no es solo una lengua sino toda una cultura. En 1989, se une a la Asociación cultural amazig de T'Kout y la comunidad cultural de los Irighien, donde entra en relación con militantes de su región que comparten la misma pasión por la canción chaoui comprometida, al estilo del grupo Zalato de los Aurès. 
Desde su niñez, se interesó por el tifinag que aprendió a escribir desde los 10 años. El joven Salim se interesa cada vez más por la cultura amazig. Antes de los años 1990, estos movimientos no eran demasiado apreciados en Argelia, Yezza se unió a todos estos movimientos como activista para defender la causa bereber discretamente.
Era muy activo en la difusión de la cultura bereber en su región ayudando a la sección de la Unión nacional de la juventud argelina de Tkout, con los sketches, las corales y las actividades culturales.

### Recorrido de su lucha como activista

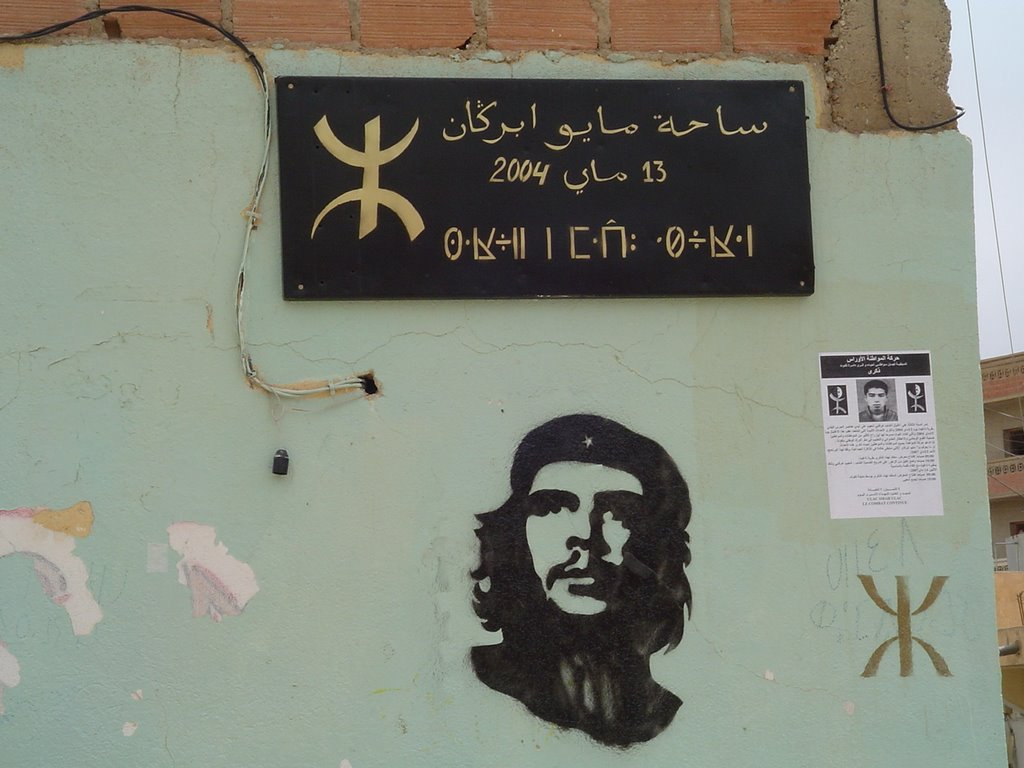
El lugar del mayo negro del chaoui maiu aberkan (la fecha es la del día de la muerte de Argabi Chouaïb)

A los 19 años Selim parte para el servicio nacional que hizo en Aïn El Turk y después en El-Harrach. De regreso a Te kout, abre su pastelería con 22 años en el barrio Zinoune, que bautiza Emnney en homenaje a su abuelo materno. En 2001, cambia la pastelería a su barrio natal de El Bordj, y le da el nombre de boutique Tafsuth. 
En 2001, Salim Yezza era delegado de la coordinación de los comités de los barrios y de los pueblos del municipio de Te Kout. Después de este año, el joven activista se implica más en la causa bereber, después de los acontecimientos de la primavera negra en Cabilia. Creó un movimiento de apoyo para Cabilia, organizando marchas de protesta. Pero también, comienza a defender todos los derechos del hombre en su región, protestando también en Arris, contra el rechazo a inscribir un recién nacido bajo el nombre bereber de Ghilès.
El 4 de noviembre de 2003, compareció ante el juez de instrucción en el tribunal de Arris, jurisdicción de Batna, por obstaculizar los preparativos de la visita presidencial de Abdelaziz Bouteflika y por la distribución de folletos pidiendo el boicot, según las autoridades. Salim será puesto en libertad la misma tarde bajo la presión de las âarchs. En junio del mismo año en Batna, Yezza es condenado a dos meses de prisión con prórroga por haber organizado una marcha no autorizada.
Durante los acontecimientos de Te Kout, tuvo que cerrar su comercio. Salim, su padre y un gran número de personas fueron acusados de haber causado los disturbios que ha conocido la región y de haber redactado comunicados difundidos en el periódico de la Mañana. El padre de Yezza apodado Dadda Mouhand estuvo tres meses en prisión.
Según el periódico francés L'Humanité en 2011, fue obligado a exiliarse en Francia para escapar de la represión. En París, se convierte en un miembro activo de los movimientos bereberes. Salim expresó públicamente su solidaridad con el mozabita, en 2014 y 2015 durante los acontecimientos que golpearon su región en los platós de televisión (Francia 24, Imazighen Libya) y en la prensa. Pero también ha participado en la campaña para la liberación del médico Kamel Eddine Fekhar, defensor de los derechos humanos, antiguo del Frente de las fuerzas socialistas.

### Arresto en Biskra en 2018
Salim vuelve de Francia el 5 de julio para presenciar el entierro de su padre Mohamed Yezza, muerto como consecuencia de las graves heridas sufridas en un accidente ocurrido en la carretera Arris-Te Kout.
El 14 de julio de 2018 mientras que se preparaba para volver a París, donde reside desde hace 8 años, Salim Yezza fue arrestado por los agentes de la policía argelina de fronteras, en el aeropuerto de Biskra - Mohamed Khider, como consecuencia de una orden de detención con fecha de 10 de julio de 2018 por el fiscal de Ghardaïa, por incitación a la violencia. Después fue transferido a la sede de la seguridad de Biskra.
Después de su arresto, una concentración de decenas de ciudadanos venidos de Batna, de Béjaïa, de Tizi Ouzou y de Argel se mantuvo el 16 de julio desde las 11 horas en Te Kout para reivindicar su liberación. Los manifestantes han levantado pancartas en las que piden la liberación de Salim Yezza, en las que estaba escrito Libérez Salim Yezza y Tilleli i Salim Yezza.

El arresto fue condenado por políticos tales como Rachid Nekkaz, y por las ONG como Congreso mundial amazig, así como por artistas y blogueros. Yezza será enviado en un primer momento a El Oued en Ouargla, y después a Ghardaïa.

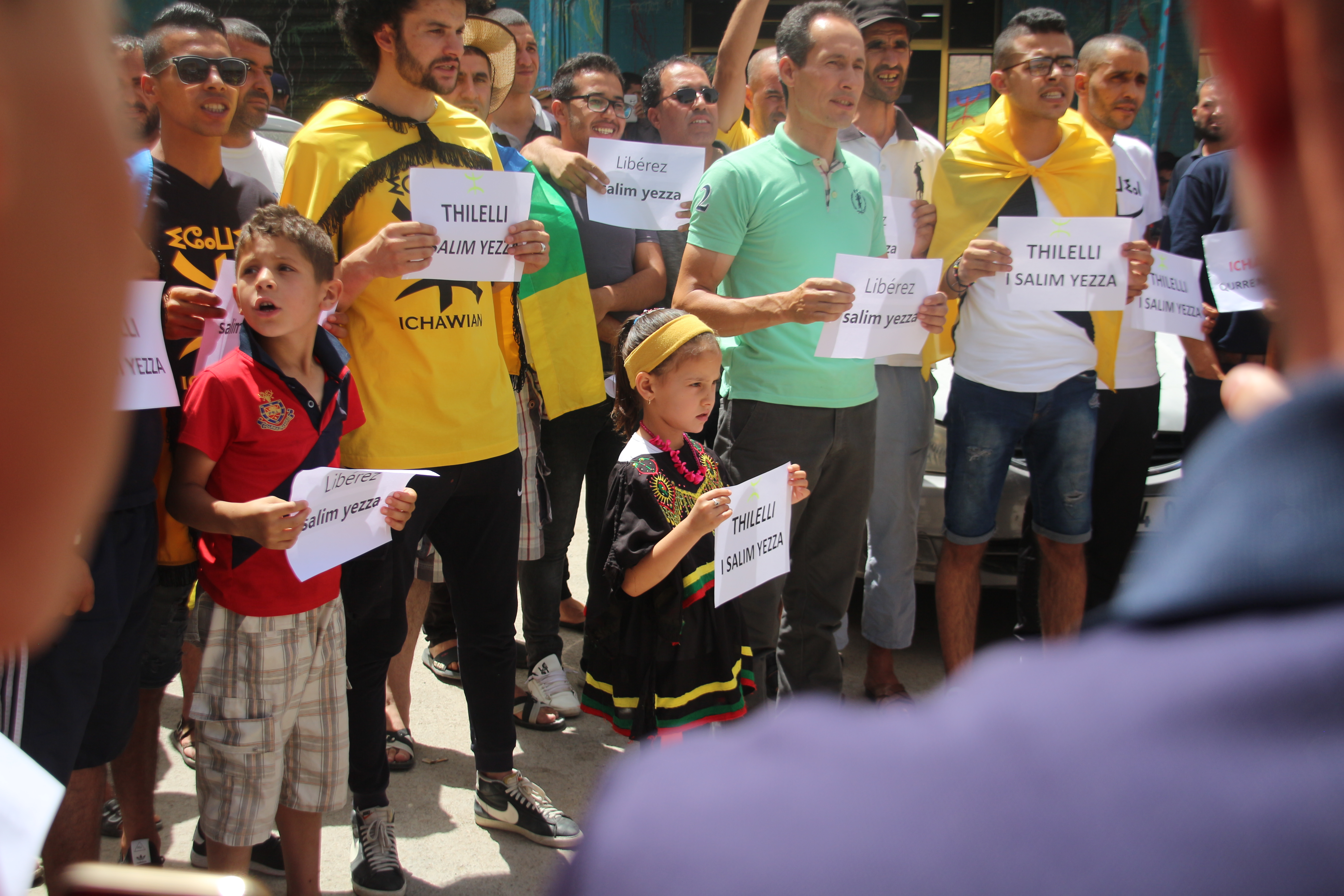
Los manifestantes en Te Kout
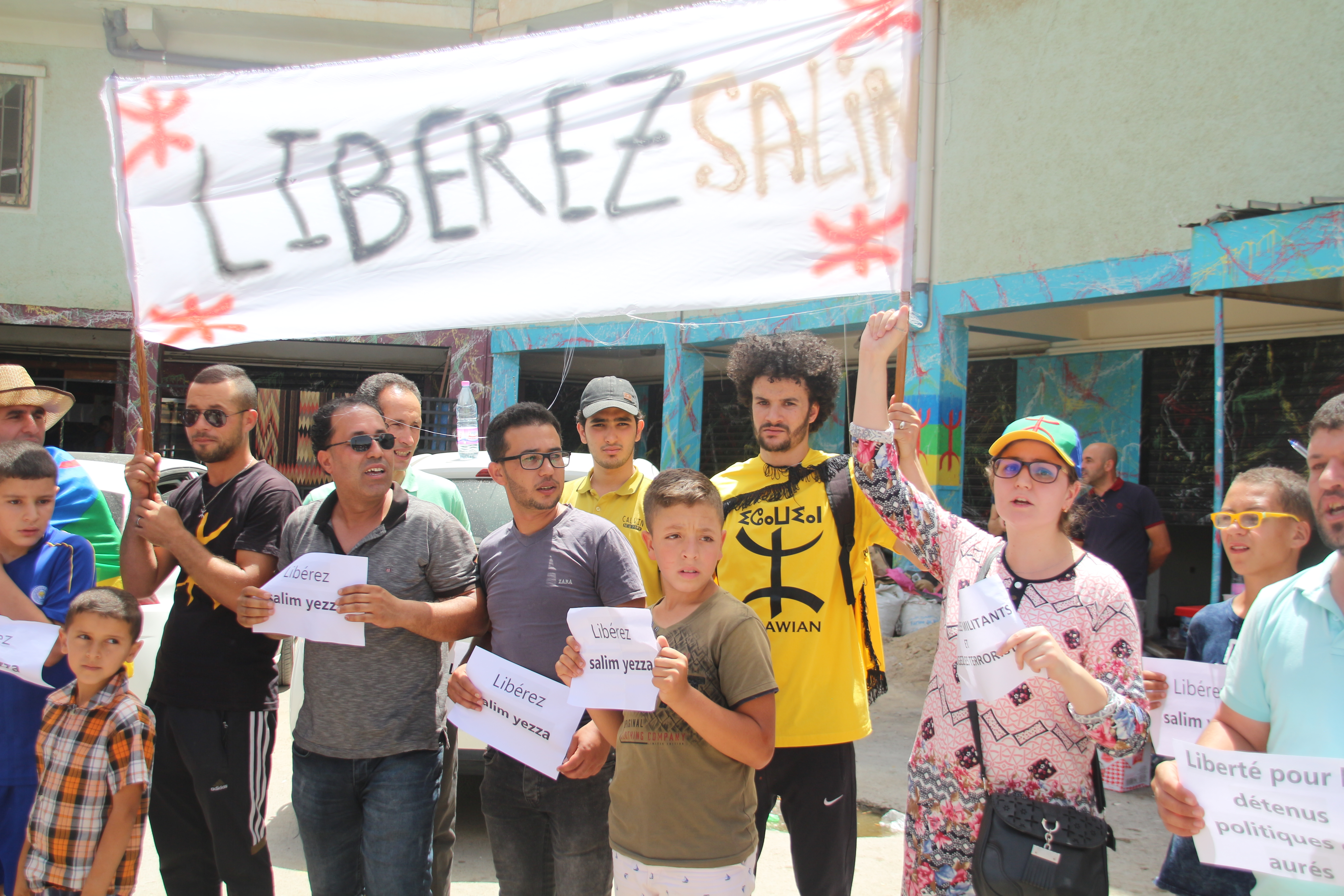
Pancartas de los manifestantes en Te Kout
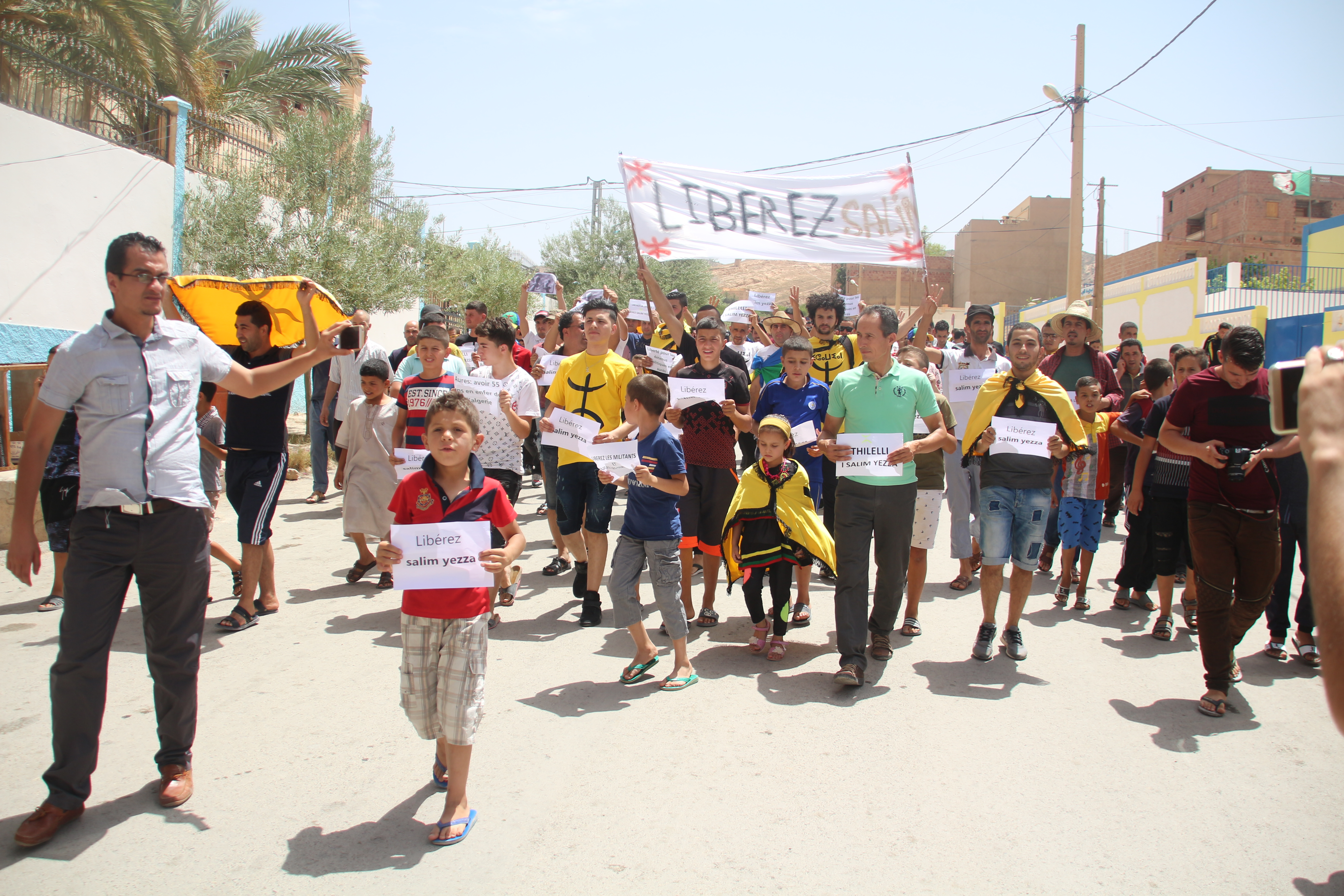
Manifestantes en Te Kout
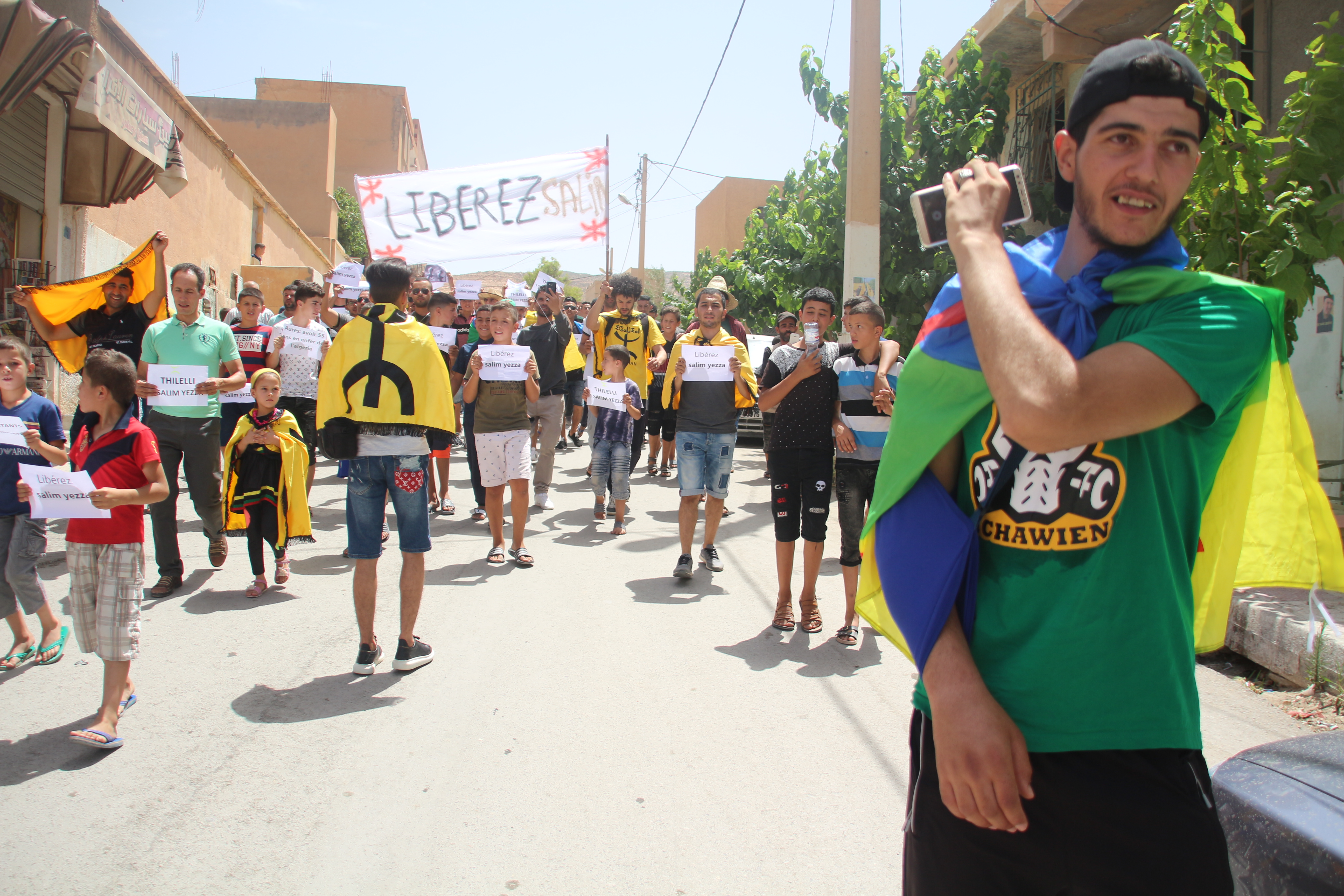
Marcha de los manifestantes en Te Kout
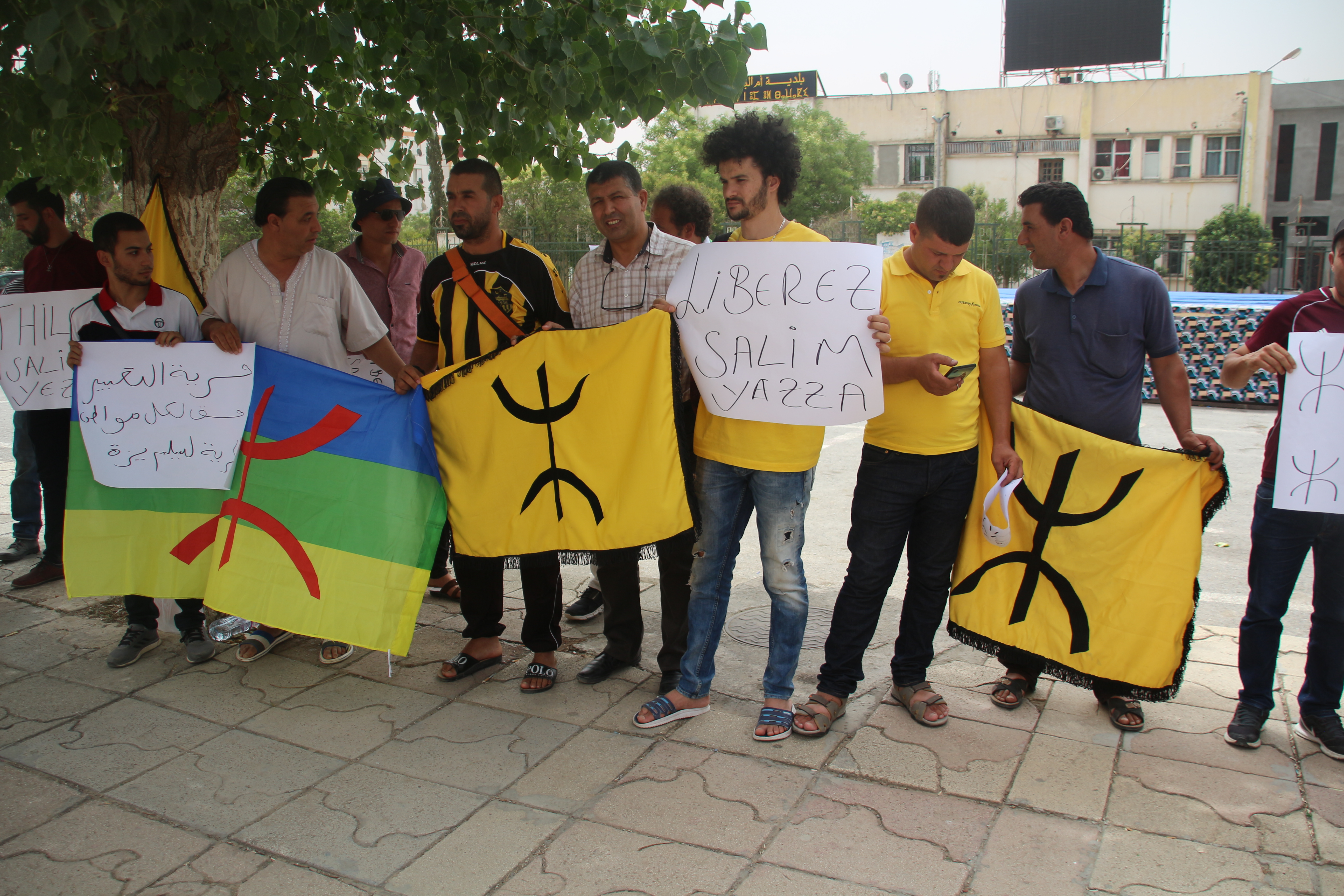
Manifestantes en Oum El Bouaghi
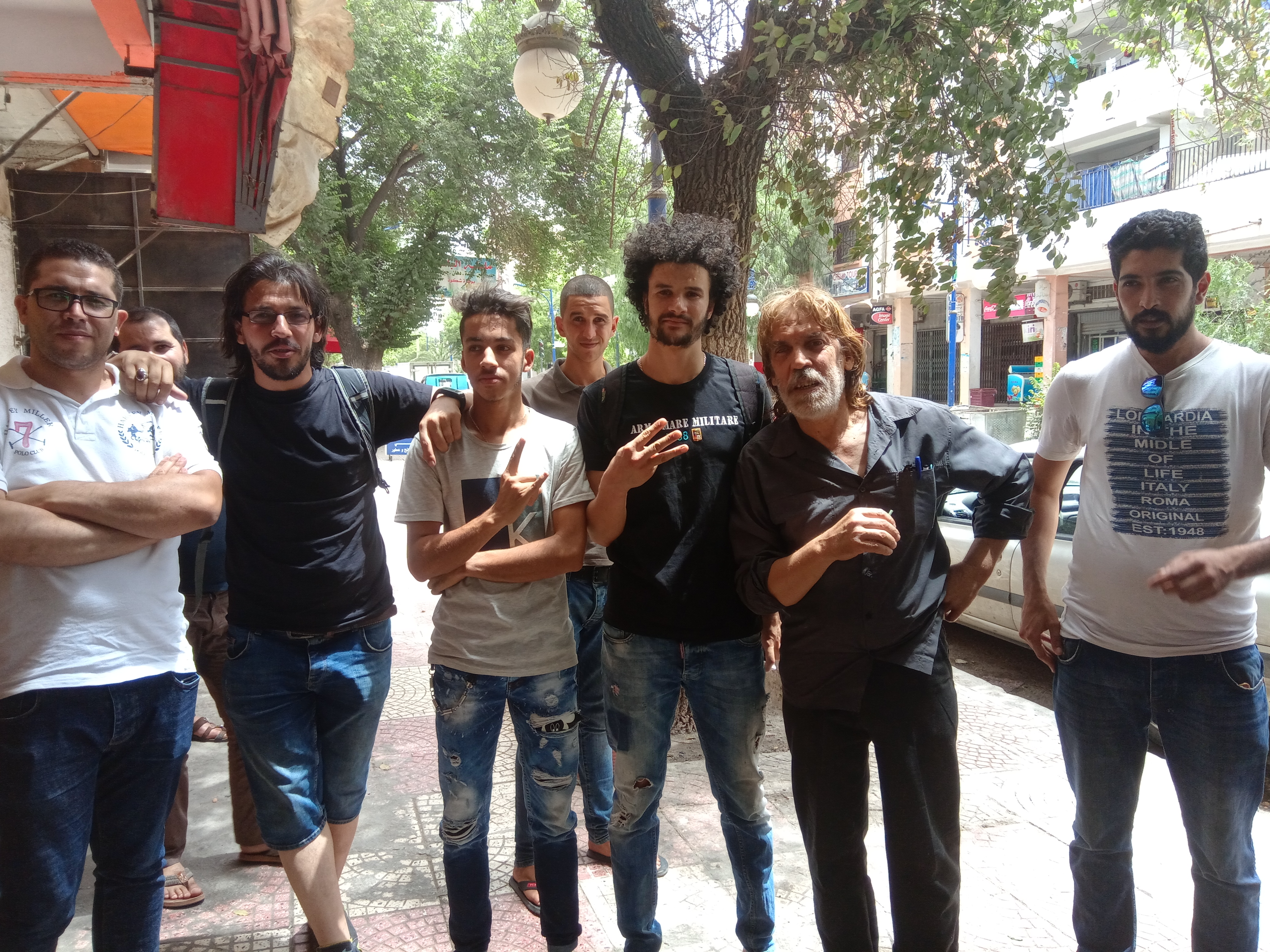
Manifestantes en Oum El Bouaghi con Djamel Sabri

El 24 de julio del mismo año es llevado ante el tribunal correccional de Ghardaïa. es defendido por el abogado Kouceila Zerguine. El fiscal de la República pide dos años de prisión en firme y 100 000 dinars argelinos de multa.
El 7 de agosto de 2018, el tribunal de Ghardaïa condena a Salim Yezza a un año de prisión con prórroga y una multa de 100 000 Da.